# Mycteroperca jordani
Mycteroperca jordani је зракоперка из реда Perciformes и фамилије Serranidae. 

## Угроженост
Ова врста се сматра угроженом.

## Распрострањење
Врста је присутна у Мексику и Сједињеним Америчким Државама.
ФАО рибарска подручја (енг. FAO marine fishing areas) на којима је ова врста присутна су у источном централном Пацифику.

## Популациони тренд
Популација ове врсте се смањује, судећи по расположивим подацима.